# Départoir

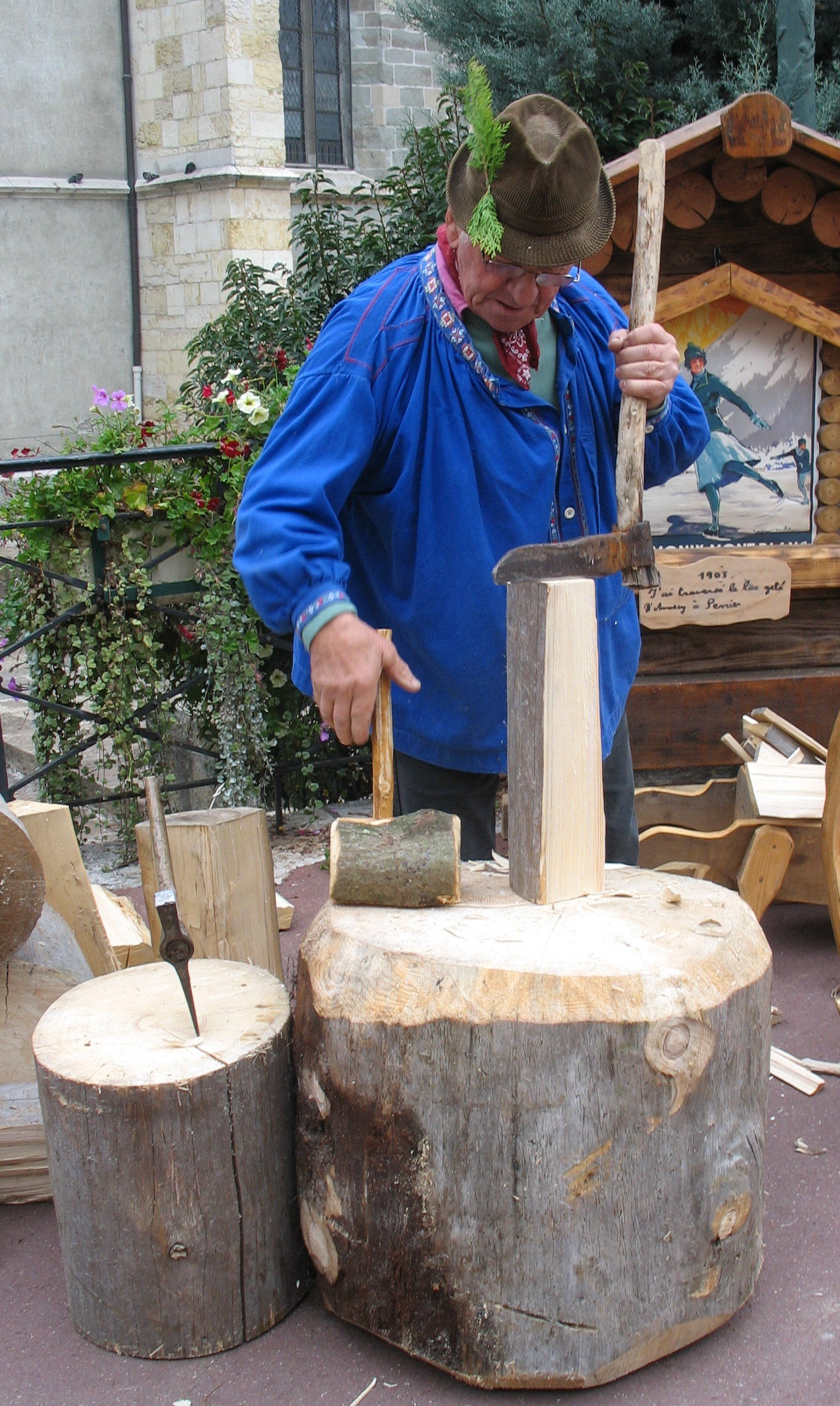
Utilisation d'un départoir par un tavaillonneur fabriquant des tavaillons.

Un départoir est un outil de tonnelier ou de merrandier servant à réaliser le « départage » (le fendage), c'est-à-dire la séparation des planches qui serviront à fabriquer le tonneau, et de permettre ainsi la mise de ces douves (aussi appelées douelles) à la bonne taille.

## Utilisation

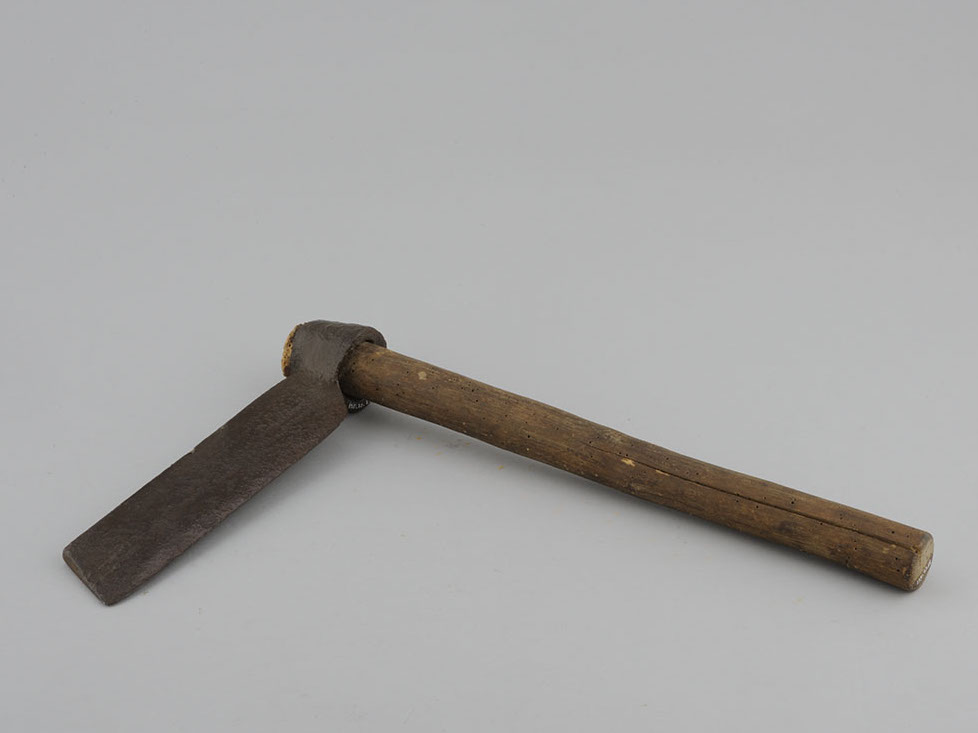
Départoir appartenant à la collection du musée de Haute-Saône.

Le départoir ne coupe pas, et doit donc être utilisé à l'aide d'une mailloche ronde, qui sert à l'enfoncer dans le bois. Une fois les quartiers obtenus, les douelles sont terminées avec le coutre qui est exactement le même outil, mais plus effilé et coupant. 
Les départoirs sont d'autre part utilisés pour les travaux de toiture, pour fendre le bois et réaliser tavaillons et ancelles.